# Nostromo Centinela
Nostromo Centinela — аргентинський легкий багатоцільовий цивільний безпілотний міні-вертоліт. Спроектовано аргентинської фірмою Nostromo Defensa у співпраці з Іспанією. Призначений для аерофотозйомки, трансляції і ретрансляції теле- і радіосигналів. Оснащений одним електродвигуном. 